# Грундхоф
Грундхоф (њем. Grundhof) општина је у њемачкој савезној држави Шлезвиг-Холштајн. Једно је од 134 општинска средишта округа Шлезвиг-Фленсбург. Према процјени из 2010. у општини је живјело 912 становника. Посједује регионалну шифру (AGS) 1059118.

## Географски и демографски подаци
Грундхоф се налази у савезној држави Шлезвиг-Холштајн у округу Шлезвиг-Фленсбург. Општина се налази на надморској висини од 24 метра. Површина општине износи 11,6 km². У самом мјесту је, према процјени из 2010. године, живјело 912 становника. Просјечна густина становништва износи 79 становника/km².